# Х-БПЛА
Х-БПЛА — російська керована авіаційна ракета для застосування з безпілотників. Вона призначена для застосування з безпілотних авіаційних платформ по наземних та надводних цілях, зокрема, скупченнях живої сили, неброньованій та легкоброньованій техніці. 
X-БПЛА запозичила основні конструктивні рішення від протитанкової ракети 9М133 «Корнет-Д».

## Історія
Вперше презентована у 2021 році.
16 квітня 2023 року було помічено на російському відео безпілотник «Оріон» (або ж «Іноходец») оснащений ракетами Х-БПЛА.
Російське «Конструкторське бюро приладобудування» представило 13 серпня 2024 року виставці «Армія-2024» макет ракети Х-БПЛА (X-UAV) для безпілотників, роботи над якою були розпочаті за відеокадрами що були оприлюднені російськими ЗМІ в 2021 р. з випробувальними пусками із розвідувально-ударного дрона «Оріон». Також повідомлялося що ракета Х-БПЛА випробовувалася на базі безпілотника «Форпост» та ударного гелікоптера Ка-52М.

## Опис
Керування ракети відбувається за відбитим лазерним променем, яким дрон підсвічує ціль до моменту влучання. За таким принципом боєприпас може уражати цілі на відстані до 8 кілометрів та висоті до 4000 метрів.

## Характеристики
Дальність ракети до 8-10 км;
Вага 32 кг;
Маса змінної бойової частини 6 кг в осколково-фугасній версії. Термобарична — 3,2 кг.

## Оператори
- Росія — країна-виробник.